# Центральная избирательная комиссия Кыргызской Республики
Центральная избирательная комиссия Кыргызской Республики, официально Центральная комиссия по выборам и проведению референдумов Кыргызской Республики (кирг. Кыргыз республикасынын шайлоо жана референдум өткөрүү боюнча борбордук комиссиясы) — постоянно действующий государственный орган Кыргызской Республики, обеспечивающий подготовку и проведение выборов и референдумов в стране и возглавляющий систему избирательных комиссий.
Избирательные комиссии осуществляют свою деятельность на принципах законности, гласности, открытости, независимости, коллегиальности, справедливости.

## История
21 сентября 1994 года президент Кыргызстана Аскар Акаев издал Указ, которым учредил Центральную комиссию по выборам и проведению референдумов Киргизской Республики (Центризбирком). Перед этим, 18 декабря 1993 года, Жогорку Кенеш принял Закон «О Центральной комиссии по выборам и проведению референдумов Киргизской Республики».
С того времени Центральной избирательной комиссией проведено 26 выборов (по состоянию на 2016 год), в том числе 6 президентских, 6 парламентских, 9 референдумов и 5 выборов в местные кенеши.
Центризбиркомом подписаны меморандумы о сотрудничестве с ЦИК России, Республики Казахстан, Республики Корея, Монголии, Латвийской Республики, Избирательной комиссией Индии и многими другими. ЦИК КР направляет в страны-партнёры свои делегации, участвует в качестве международных наблюдателей на выборах президентов, депутатов парламента, а также в муниципальных выборах.
С 2006 года Центральная избирательная комиссия Киргизии является членом Ассоциации организаторов выборов стран Европы (АОВСЕ). Также ЦИК является членом Ассоциации избирательных органов Азии (АИОА), штаб-квартира которой находится в Нью-Дели (Индия). В октябре 2013 года ЦИК вступила во Всемирную ассоциацию организаторов выборов (А-WEB), штаб-квартира которой находится в Инчхоне (Республика Корея) и стала членом Исполнительного совета этого объединения.

## Общие положения
- Центральная избирательная комиссия является юридическим лицом, имеет свой бюджет, специальный фонд, официальный бланк и печать с изображением Государственного герба Киргизской Республики.
- Центральная избирательная комиссия размещается в отдельном административном здании.
- Центральная избирательная комиссия в своей деятельности руководствуется Конституцией Киргизской Республики (далее — Конституция), настоящим конституционным Законом и другими нормативными правовыми актами Киргизской Республики.
- Государственные органы и органы местного самоуправления, а также их должностные лица обязаны оказывать Центральной избирательной комиссии содействие в реализации её полномочий: предоставлять необходимое оборудование, транспортные средства, телефонизированные помещения, в том числе помещения для хранения технологического оборудования (стенды, ящики, кабины для голосования и др.), избирательных документов до их передачи в вышестоящую избирательную комиссию либо архив, а также обеспечивать их охрану; предоставлять необходимые сведения и материалы, давать ответы на обращения Центральной избирательной комиссии, связанные с подготовкой и проведением выборов, референдумов, безотлагательно, при необходимости в дополнительном изучении соответствующего вопроса или проверки — в трёхдневный срок, а в день голосования или в день, следующий за днём голосования, — немедленно.
- Политические партии, кандидаты и иные некоммерческие организации, другие юридические лица обязаны предоставлять Центральной избирательной комиссии необходимые сведения и материалы, связанные с подготовкой и проведением выборов[1].

## Порядок формирования и статус
- Состав Центральной избирательной комиссии формируется сроком на пять лет и состоит из двенадцати членов комиссии.
- Жогорку Кенеш Киргизской Республики (далее — Жогорку Кенеш) избирает членов Центральной избирательной комиссии: половину состава — по представлению президента Киргизской Республики (далее — президент), вторую половину состава по собственной инициативе с учётом представительства не более 70 % лиц одного пола; освобождает их от должности в случаях, предусмотренных настоящим конституционным Законом.
- Отклонение Жогорку Кенешем кандидата на должность члена Центральной избирательной комиссии должно быть обоснованным. Субъект представления вправе представить ту же или другую кандидатуру.
- В случае образования вакансии члена Центральной избирательной комиссии замещение осуществляется по представлению того же субъекта, от которого был избран член Центральной избирательной комиссии, с досрочным прекращением полномочий которого образовалась вакансия.
- Полномочия действующего состава Центральной избирательной комиссии начинаются со дня её первого заседания и прекращаются после первого правомочного заседания нового состава Центральной избирательной комиссии.
- В случае если срок полномочий состава Центральной избирательной комиссии истекает в период избирательной кампании по выборам Президента и депутатов Жогорку Кенеша, кампании референдума, срок его полномочий продлевается до окончания данной избирательной кампании, кампании референдума.
- Деятельность состава Центральной избирательной комиссии до истечения его полномочий не может быть приостановлена в связи с прекращением полномочий или роспуском Жогорку Кенеша, а также прекращением или досрочным прекращением полномочий Президента[1].

## Задачи
1. Обеспечение соблюдения на территории Киргизской Республики избирательных прав и права на участие в референдуме граждан Кыргызской Республики;

1. Обеспечение единообразного применения избирательного законодательства;
2. Обеспечение соблюдения равных правовых условий для кандидатов, политических партий;
3. Организация единой системы ведения учёта избирателей и участников референдума;
4. Организация подготовки и проведения выборов президента, депутатов Жогорку Кенеша, депутатов местных кенешей, глав исполнительных органов местного самоуправления и референдумов;
5. Развитие избирательной системы, информирование участников избирательного процесса и обучение членов избирательных комиссий и лиц, состоящих в резерве избирательных комиссий[1].

## Полномочия
Центральная избирательная комиссия:
1. Осуществляет контроль за исполнением избирательного законодательства;
2. В пределах своих полномочий издаёт постановления, инструкции, положения, иные акты и контролирует их исполнение;
3. Создаёт и организует единую систему ведения учёта избирателей и участников референдума;
4. Рассматривает и утверждает схемы и границы избирательных участков и округов по предложению территориальных избирательных комиссий с участием органов местного самоуправления. При этом схемы и границы избирательных участков формируются сроком на 5 лет, схемы и границы округов формируются сроком на 10 лет. Схемы и границы избирательных участков и округов могут быть изменены Центральной избирательной комиссией по предложению территориальных избирательных комиссий и органов местного самоуправления;
5. Публикует в средствах массовой информации утверждённые округа и избирательные участки с указанием их границ и адресов не позднее пяти календарных дней со дня их утверждения;
6. Формирует и утверждает состав территориальных избирательных комиссий и публикует их составы в средствах массовой информации;
7. Создаёт и ведёт резерв на соответствующие нижестоящие избирательные комиссии;
8. Координирует деятельность нижестоящих избирательных комиссий, в том числе по формированию, ведению, обновлению и уточнению списка избирателей, участников референдумов;
9. Оказывает нижестоящим избирательным комиссиям правовую, организационно-методическую и техническую помощь;
10. Проводит обучение, в том числе в электронном формате, для членов территориальных, участковых избирательных комиссий и иных участников избирательного процесса;
11. Организует подготовку и проводит выборы, референдумы в случаях и порядке, определённых избирательным законодательством;
12. Разрабатывает и утверждает предварительную смету расходов на подготовку и проведение выборов и референдумов;
13. Осуществляет меры по организации финансирования подготовки и проведения выборов, референдумов, распределяет выделенные из бюджета средства на финансовое обеспечение подготовки и проведения выборов, референдумов, контролирует целевое использование данных средств;
14. Формирует специальный фонд и определяет порядок его использования;
15. Устанавливает формы финансовой отчётности для нижестоящих избирательных комиссий, кандидатов и политических партий;
16. Устанавливает формы, степень защищённости, порядок изготовления и утверждает текст избирательных документов;
17. Обеспечивает изготовление избирательных документов и их доставку нижестоящим избирательным комиссиям;
18. Устанавливает сроки, порядок хранения и передачи в архив избирательных документов;
19. Разрабатывает и утверждает нормативы технологического оборудования (стенды, ящики, кабины для голосования и др.) и осуществляет контроль за их соблюдением;
20. Осуществляет техническое обеспечение выборов с применением автоматических считывающих устройств, компактных устройств для идентификации избирателей;
21. Регистрирует кандидатов на должность президента, списки кандидатов в депутаты Жогорку Кенеша, их представителей и инициативные группы, выдаёт им удостоверения установленного образца;
22. Создаёт условия для осуществления тайного голосования лицами с ограниченными возможностями здоровья;
23. Осуществляет аккредитацию международных наблюдателей, иностранных и местных средств массовой информации;
24. Координирует деятельность государственных органов и органов местного самоуправления по вопросам подготовки и проведения выборов и референдумов;
25. Информирует избирателей, участников референдума о ходе избирательной кампании, кампании референдума, избирательного законодательства и деятельности избирательных комиссий;
26. Определяет результаты референдумов, выборов Президента, депутатов Жогорку Кенеша в случаях и порядке, установленных избирательным законодательством, и осуществляет официальное опубликование их в средствах массовой информации;
27. Утверждает решения территориальных избирательных комиссий о результатах выборов депутатов местных кенешей, глав исполнительных органов местного самоуправления в случаях и порядке, установленных избирательным законодательством, и осуществляет официальное опубликование их в средствах массовой информации,
28. Утверждает решения территориальных избирательных комиссий о досрочном прекращении полномочий депутата местного кенеша, о передаче вакантного мандата депутата местного кенеша, о выходе из зарегистрированного списка кандидатов в депутаты местных кенешей;
29. Регистрирует избранного кандидата в Президенты, избранных кандидатов в депутаты Жогорку Кенеша и вручает нагрудный знак и удостоверение установленного образца;
30. Рассматривает жалобы на решения, действия (бездействие) избирательных комиссий и членов избирательных комиссий, проводит проверки и выносит по ним мотивированные решения в сроки, установленные избирательным законодательством;
31. Осуществляет постоянное взаимодействие с нижестоящими избирательными комиссиями по вопросам рассмотрения жалоб, соблюдения сроков и порядка рассмотрения жалоб и ведёт реестр жалоб, который публикуется на официальном сайте Центральной избирательной комиссии.
32. Вывешивает на своём официальном сайте информацию об итогах голосования мере их поступления.
33. Изучает практику подготовки и проведения выборов, референдумов и представляет в Жогорку Кенеш предложения по совершенствованию избирательного законодательства;
34. Регулярно организует независимую оценку уровня доверия населения к избирательной системе, результаты которой обязательны для публикации в средствах массовой информации. Порядок оценки уровня доверия определяется законодательством;
35. Разрабатывает обучающие и информационные программы и проводит регулярное обучение членов избирательных комиссий, резерва, а также проводит обучение для иных участников избирательного процесса;
36. Избирает и досрочно освобождает от должности председателя и двух заместителей председателя Центральной избирательной комиссии;
37. Осуществляет иные полномочия в соответствии с законодательством.

Центральная избирательная комиссия вправе:
1. Требовать от соответствующих государственных органов, органов местного самоуправления, государственных и муниципальных учреждений и предприятий сведения по регистрации и учёту граждан Киргизской Республики;
2. Налагать административные взыскания в случаях и порядке, предусмотренных законом;
3. Обратиться в правоохранительные органы с представлением о проведении соответствующей проверки и пресечении нарушений настоящего конституционного Закона и избирательного законодательства;
4. Отменить регистрацию кандидата, списка кандидатов, инициативной группы в случаях и порядке, предусмотренных избирательным законодательством;
5. Отменить решения избирательных комиссий в случае нарушения избирательного законодательства;
6. Отозвать аккредитацию международных наблюдателей и средств массовой информации;
7. Привлекать к выполнению работ, связанных с подготовкой и проведением выборов, референдумов, нештатных работников (специалистов) по трудовым соглашениям, оплата которых определяется сметой расходов Центральной избирательной комиссии;
8. Вести международное сотрудничество.

Центральная избирательная комиссия за неисполнение или ненадлежащее исполнение своих полномочий несёт ответственность в соответствии с законодательством.

## Состав ЦИК
По состоянию на февраль 2022 года:
- Председатель ЦИК КР — Нуржан Кармабековна Шайлдабекова;
- Заместитель председателя ЦИК КР — Тынчтык Урайимович Шайназаров;
- Заместитель председателя ЦИК КР — Нурлан Чокоевич Койчукеев;
- Член ЦИК КР — Абдыжапар Гапырович Бекматов;
- Член ЦИК КР — Искандер Торобаевич Гайпкулов;
- Член ЦИК КР — Анар Сартбаевна Дубанбаева;
- Член ЦИК КР — Акбалык Калыевна Жумалиева;
- Член ЦИК КР — Айдана Садыковна Жупуева;
- Член ЦИК КР — Узарбек Казиевич Жылкыбаев;
- Член ЦИК КР — Кайрат Адамкалиевич Маматов;
- Член ЦИК КР — Кубатбеков Алтынбек Нурпазылович;
- Член ЦИК КР — Абдалиев Мейкинбек Акимович;